# Yual Reath
Yual Reath, né le 18 mai 2000 au Soudan du Sud, est un athlète australien spécialiste du saut en hauteur.

## Biographie
En 2022, il remporte son premier titre de champion d'Australie à Sydney avec la marque de 2,20 m, puis prend la deuxième place des championnats d'Océanie à Mackay, derrière le Néo-zélandais Hamish Kerr.
Le 6 avril 2024 à Melbourne, il franchit pour la première fois de sa carrière 2,30 m alors qu'il possédait un record à 2,25 m. En juin 2024, il devient champion d'Océanie avec une marque à 2.28 m.

## Records
| Épreuve         | Temps  | Lieu      | Date         |
| --------------- | ------ | --------- | ------------ |
| Saut en hauteur | 2,30 m | Melbourne | 6 avril 2024 |